# Casa del sarto
La casa del sarto è uno dei luoghi citati da Alessandro Manzoni nel romanzo de I Promessi Sposi. L'abitazione si trova nel quartiere di Chiuso a Lecco, in Lombardia ed è considerata secondo gli studiosi di tipografia manzoniana come la residenza del sarto che ospitò Lucia dopo la conversione dell'Innominato.
Lo stile architettonico della casa è risalente al Seicento con un portale in pietra. Recentemente la residenza è stata ristrutturata ed adibita a struttura ricettiva extra-alberghiera. All'interno infatti è possibile dimorare in camere e appartamenti per soggiorni brevi (La Casa del Sarto - Rooms & Apartments).

## Storia
La casa viene citata nel capitolo XXIV del romanzo quando Lucia Mondella, rapita e tenuta prigioniera presso il castello dell'Innominato trova nuovamente la libertà grazie alla pietà e al ravvedimento dell'Innominato, che si convertì dopo il colloquio con il cardinale Federico Borromeo nella chiesa del Beato Serafino, nel rione di Chiuso.
Don Abbondio e una buona donna, mandata proprio dal curato di quel villaggio, presso il quale era in visita il cardinale, si recano al castello per prendere Lucia. La lettiga su cui viaggiano si allontana dal castello e scende lungo la valle allontanandosi, per poi svoltare su per la piazzetta al cui fianco sorgeva la casa del parroco e lì vicina la casa della donna, moglie dell'umile ma acculturato sarto del villaggio. Qui Lucia trova ospitalità e ristoro dopo la sua liberazione ed incontra la madre Agnese.
La loro casa fu espressamente citata da Alessandro Manzoni nella prima stesura del romanzo Fermo e Lucia: il piccolo isolato rione di Chiuso, descritto dallo scrittore, mantiene ancora le caratteristiche originali.

## Romanzo
Ecco una parte del romanzo "I promessi sposi" in cui viene descritto lo stato d'animo di Lucia appena entra nella casa del sarto:
(Alessandro Manzoni, capitolo XIV, I Promessi Sposi, 1840)

## Galleria d'immagini

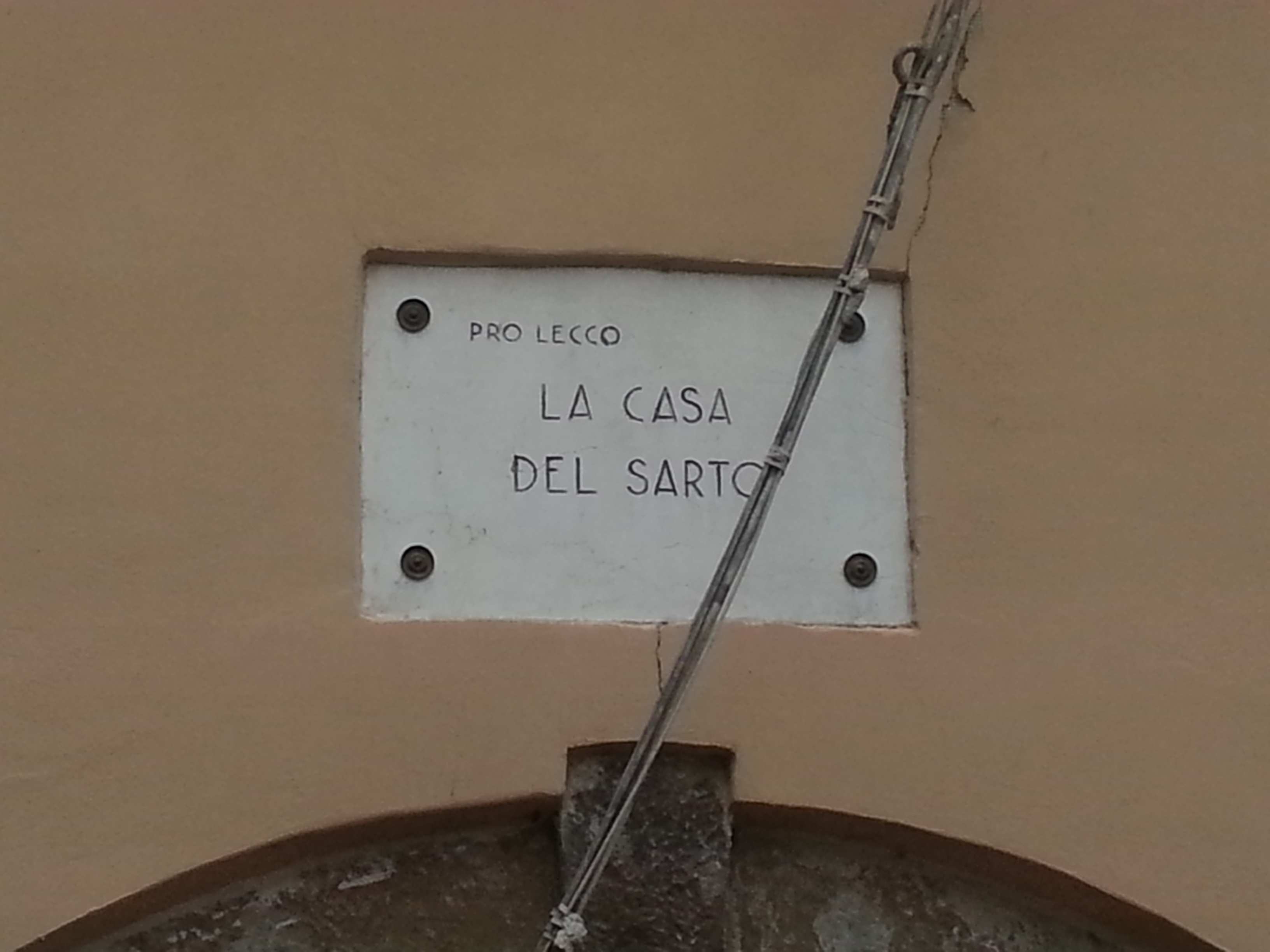
Stele della casa del sarto